# Stugl
Stugl (toponimo romancio; in tedesco Stuls) è una frazione del comune svizzero di Bergün Filisur, nella regione Albula (Canton Grigioni).

## Storia

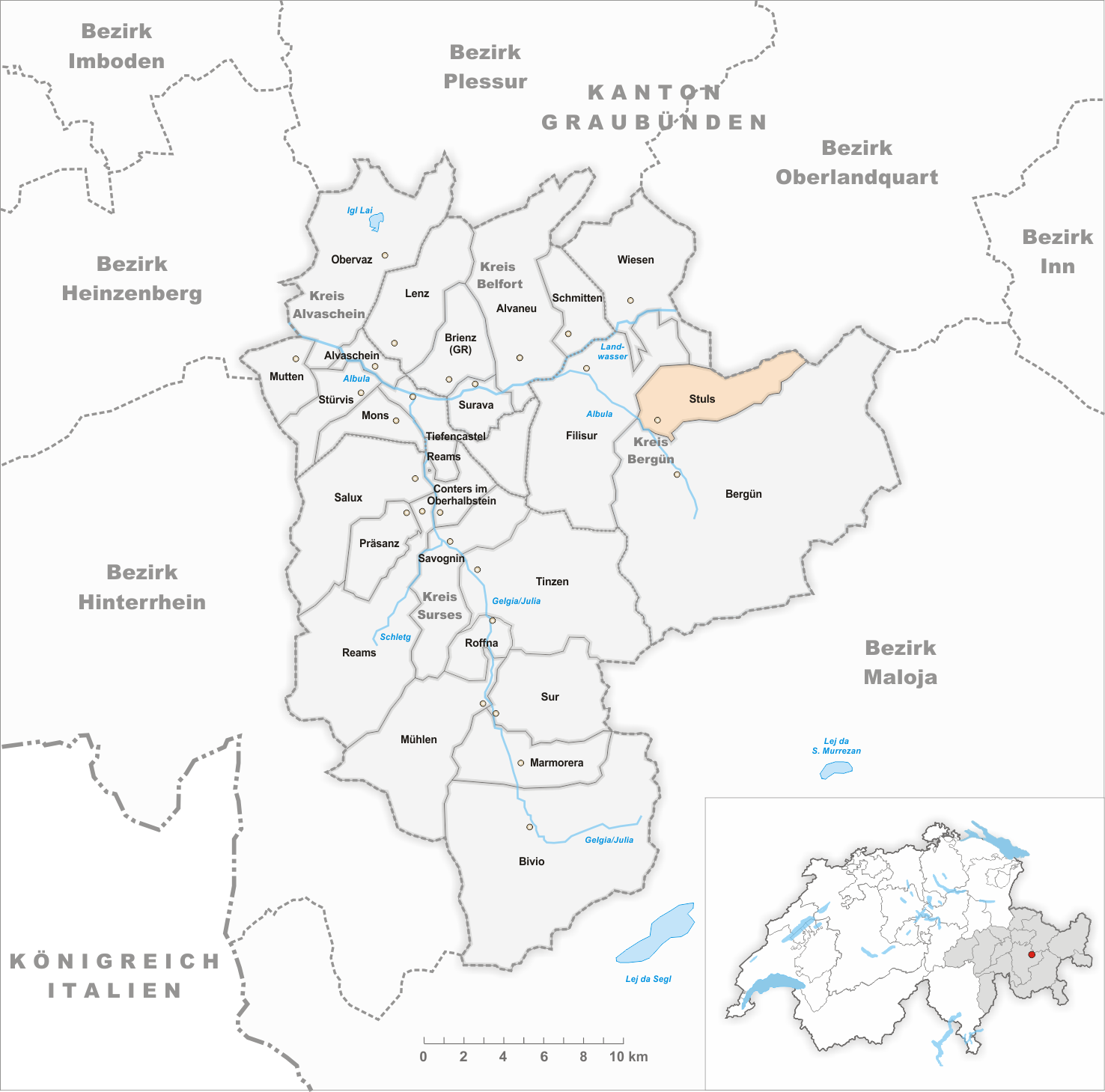
Il territorio del comune di Stugl prima degli accorpamenti comunali del 1920

Già comune autonomo appartenente al distretto dell'Albula, nel 1920 fu accorpato al comune di Bergün, il quale a sua volta il 1º gennaio 2018 è stato accorpato all'altro comune soppresso di Filisur per formare il nuovo comune di Bergün Filisur.

## Monumenti e luoghi d'interesse

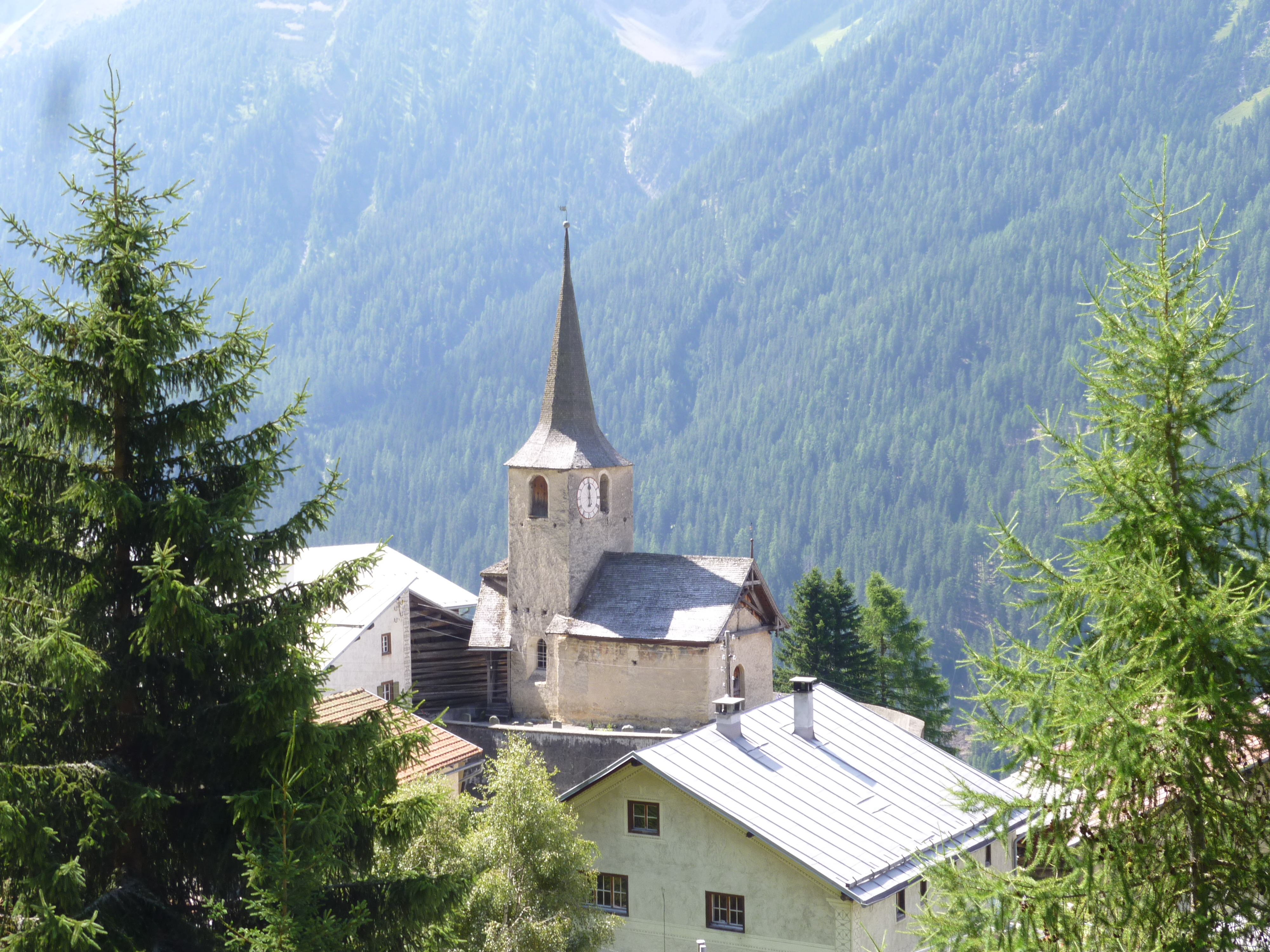
La chiesa riformata

- Chiesa riformata (già chiesa cattolica di San Giovanni), attestata dal 1523[1].

## Società

### Evoluzione demografica
L'evoluzione demografica è riportata nella seguente tabella:
Abitanti censiti

## Infrastrutture e trasporti

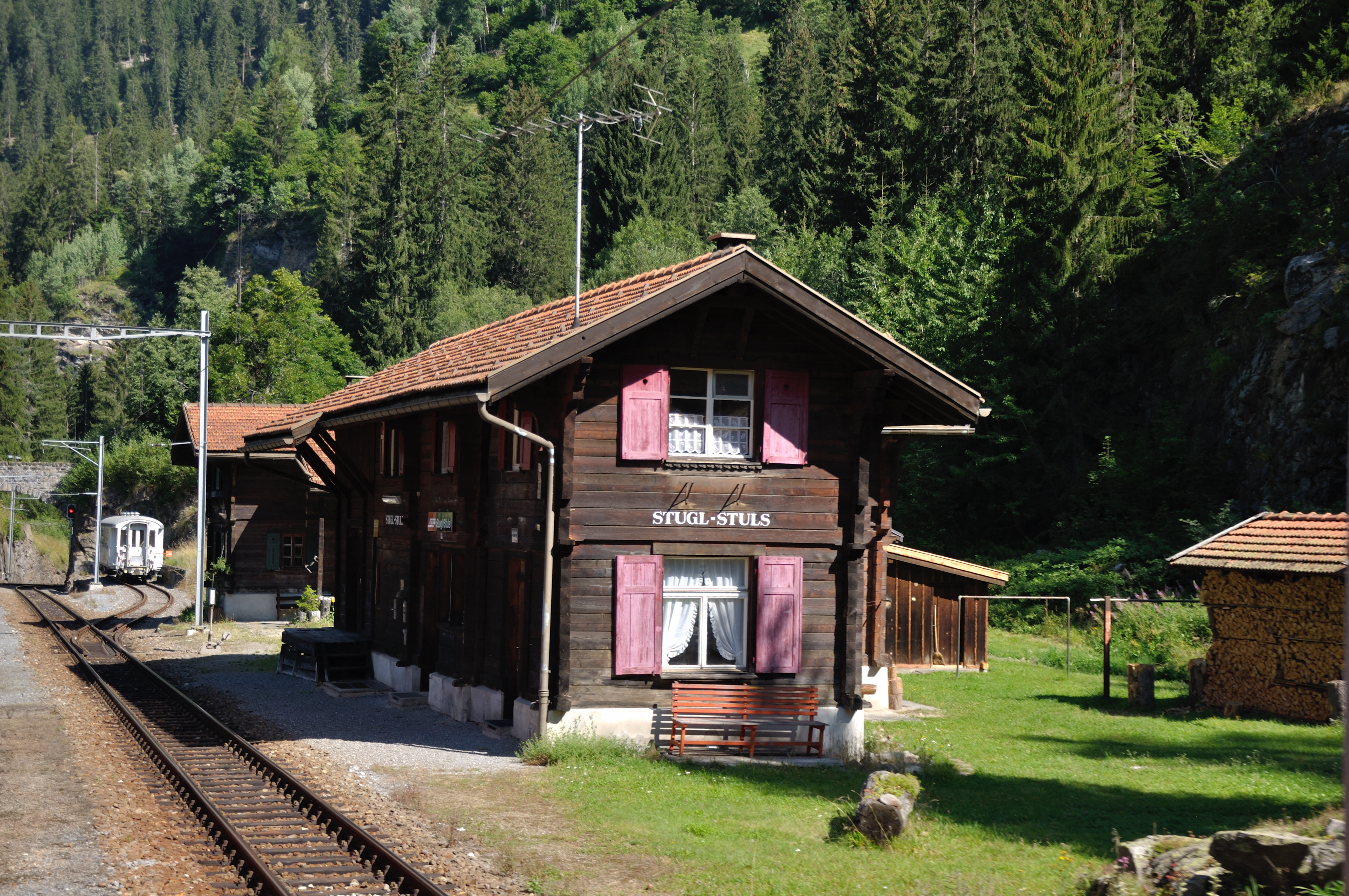
La stazione di Stugl

La località servita dalla stazione di Stugl della Ferrovia Retica, sulla linea dell'Albula.

## Amministrazione
Ogni famiglia originaria del luogo fa parte del comune patriziale che ha la responsabilità della manutenzione di ogni bene comune.